# Ingo Herbert
Ingo Herbert (* 10. April 1960 in Wolfsburg) ist ein deutscher Diplomat. Er ist seit 2023 Botschafter der Bundesrepublik Deutschland in der Demokratischen Republik Kongo.

## Leben
Herbert studierte Rechtswissenschaften, Philosophie und Theaterwissenschaften. Nach der zweiten juristischen Staatsprüfung war er 1987 zunächst Mitarbeiter bei Volker Hassemer, dem Berliner Senator für kulturelle Angelegenheiten. Herbert ist verheiratet und hat zwei Kinder.

## Laufbahn
1988 ging Herbert in den Vorbereitungsdienst für den höheren Auswärtigen Dienst und war ab 1989 im Auswärtigen Amt tätig. Es folgten Aufenthalte an den Deutschen Botschaften in Moskau (1991–1993) und Tel Aviv (1993–1996). Anschließend war er wieder im Inland tätig. 2005 wurde Herbert zunächst stellvertretender Leiter der deutschen Botschaft in Daressalam, Tansania. 2008 wurde er als Ständiger Vertreter an die Botschaft in Pretoria, Südafrika berufen. Im Jahr 2015 übernahm Herbert das Deutsche Generalkonsulat in Lagos, Nigeria. Er war von 2018 bis 2020 deutscher Botschafter in Burkina Faso und von 2020 bis 2023 deutscher Botschafter in der Elfenbeinküste. Seit 2023 leitet er die deutsche Botschaft in der Demokratischen Republik Kongo.

## Weblink / Quelle
Lebenslauf. In: Webseite der Deutschen Botschaft Kinshasa. Abgerufen am 24. Oktober 2023.